# Confinati
Confinati oppure le anime confinate sono delle figure mitiche diffuse nelle tradizioni popolari della Lombardia nord-orientale, soprattutto nelle Valli Bergamasche, Val Camonica e Valtellina.
Essi erano delle anime di persone morte insoddisfatte, che erano state mandate al confino tramite un esorcismo in vallate laterali ed inospitali, in modo tale da non poter nuocere ai vivi.
In lombardo sono chiamati cunfinàcc (orientale) cunfinàa (occidentale).